# W31
Pour les articles homonymes, voir W31 (homonymie).
La W31 était une ogive thermonucléaire américaine. Elle a été déployée dans deux missiles et comme Tactical Atomic Demolition Munition (TADM).

## Description
La W31 a été fabriquée à partir de 1959 et retirée du service en 1989.
Toutes les versions avaient environ les mêmes dimensions et le même poids : un diamètre entre 28 et 30 pouces, une hauteur entre 39 et 39,5 pouces et un poids se situant entre 900 et 945 livres. 
Elle est une arme nucléaire dite à fission suralimentée ((en) boosted fission). La vitesse de réaction de la fission nucléaire est augmentée en ajoutant une petite quantité de combustible à fusion nucléaire, ce qui augmente l'efficacité de la fission.

## Déploiement
Missiles MIM-14 Nike-Hercules

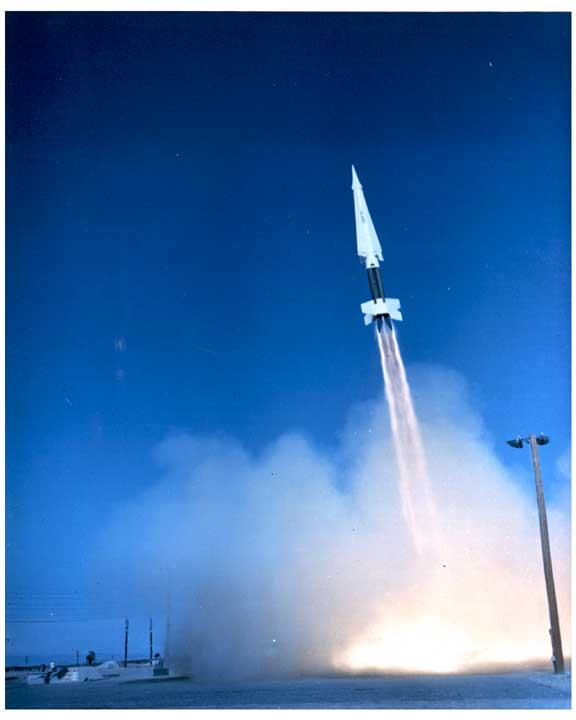
MIM-14 Nike-Hercules

Le MIM-14 Nike-Hercules était un missile sol-air ou sol-sol déployé autour des villes américaines et à différents endroits en Europe et au Japon. Plusieurs de ces missiles contenaient une charge nucléaire.
Ils embarquaient l'une des trois variantes de la W31 dont la puissance respective était de 2, de 20 ou de 40 kilotonnes. Mis en service à partir de 1958, ils ont été retirés en 1989. Il y a eu 2 550 ou 3 000 W31 fabriquées.
Missiles MGR-1 Honest John

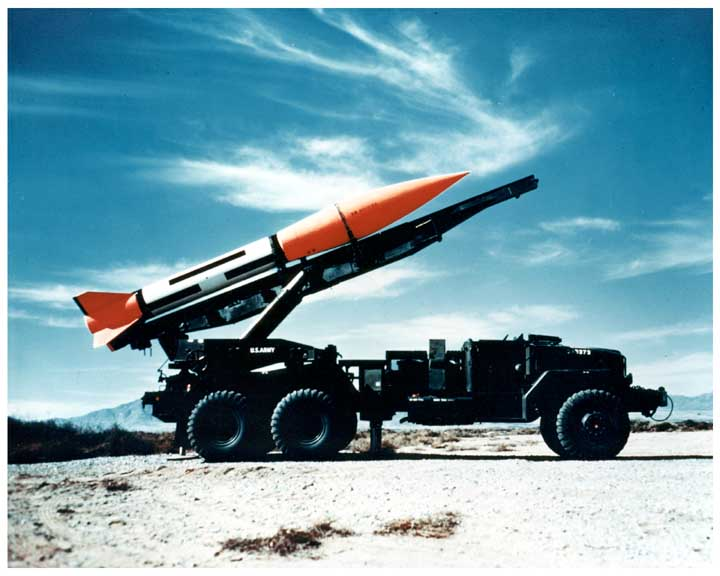
MGR-1 Honest John

Le MGR-1 Honest John était un missile balistique tactique sol-sol à courte portée utilisé par l'armée de terre des États-Unis.
Ils embarquaient soit une W7 soit l'une des trois variantes de la W31 dont la puissance respective était probablement de 2, de 20 ou de 40 kilotonnes - 2, 10 et 30 kt selon l'armée française-. Mis en service à partir de 1959, ils ont été retirés en 1987. Il y a eu 1 650 W31 fabriquées.
Comme munition atomique tactique de démolition (MATD)
Entre 1960 et 1965, 300 W31 étaient disponibles comme MATD. Il y a très peu d'information à leur sujet. Cependant, connaissant le profil de mission de ces armes, il est probable qu'elles devaient dégager une puissance d'environ 2 kilotonnes.